# Noord Holland Cup
De Noord Holland Cup is een Nederlands handbaltoernooi voor damesteams uit eredivisie uit de provincie Noord-Holland. Het toernooi is in 2020 opgericht als een voorbereiding toernooi voor de vier eredivisie ploegen, SEW, VOC, Volendam en VZV.

## Deelnemers/resultaten
| Deelnemers          | '20 | '21 | '22 |
| ------------------- | --- | --- | --- |
| SEW (Nibbixwoud)    | 3   | 4   | 2   |
| VOC (Amsterdam)     | 1   | 1   | 1   |
| Volendam (Volendam) | 4   | 3   | 3   |
| VZV ('t Veld)       | 2   | 2   | 4   |
| ZAP (Breezand)      |     |     | –   |

## Finale
| Jaar | Winnaar             | Score   | Verliezer         | Hal        | Hal     | Bron  |
| ---- | ------------------- | ------- | ----------------- | ---------- | ------- | ----- |
| 2020 | OTTO Work Force/VOC | 32 – 29 | JuRo UnirekVZV    | 't Zijveld | 't Veld | [ 1 ] |
| 2021 | OTTO Work Force/VOC | 29 – 28 | JuRo Unirek/VZV   | De Bloesem | Wognum  | [ 2 ] |
| 2022 | OTTO Work Force/VOC | 37 – 31 | Westfriesland/SEW | De Bloesem | Wognum  | [ 3 ] |